# Chùa Thới Bình
Chùa Thới Bình tọa lạc tại ngã ba vàm Rạch Dừa thuộc ấp Phước Thới, xã Phước Lại, huyện Cần Giuộc, tỉnh Long An, Việt Nam.

## Lịch sử
Đây là một trong những ngôi cổ tự ở Long An xuất hiện cùng với quá trình Nam tiến đầy gian khổ của lưu dân người Việt với lòng mộ đạo của phật tử từ một thảo am ban đầu chùa đã phát triển thành một Đại Già lam. Là địa điểm lưu niệm một cao tăng trong lịch sử Phật giáo Việt Nam: Quốc sư Thích Từ Nhẫn.
Chùa Thới Bình còn là một trong những ngôi tam bảo cuối cùng của Việt Nam được triều đình phong kiến sắc tứ.
Chùa Thới Bình được thành lập vào đầu thế kỷ XIX và chỉ là một thảo am bằng tre lá. Do tác động của thiên nhiên và con người, chùa nhiều lần bị hư hại, di dời đến địa điểm khác cho đến khi có người hiến đất xây dựng chùa mới hoàn toàn ở ấp Phước Thới, xã Phước Lại, huyện Cần Giuộc và chùa giữ nguyên tên gọi Thới Bình cổ tự cho đến ngày nay.
Đến năm 2020, chùa Thới Bình được xây dựng lại với chất liệu chính là gỗ. Ngôi chùa mới uy nghi với 120 cột gỗ.

## Giá trị văn hóa
Chùa Thới Bình bản thân nó thể hiện những giá trị văn hóa phong phú đặc biệt là văn hóa Phật giáo nhưng vẫn đậm đà bản sắc dân tộc.

## Di tích cấp tỉnh
Ngày 22 tháng 2 năm 1997, UBND tỉnh Long An ban hành Quyết định số 400/QĐ-UBND xếp hạng Chùa Thới Bình là di tích lịch sử – văn hóa.